# Ficus parvibracteata
Ficus parvibracteata är en mullbärsväxtart som beskrevs av Edred John Henry Corner. Ficus parvibracteata ingår i släktet fikonsläktet, och familjen mullbärsväxter. Inga underarter finns listade i Catalogue of Life.